# 15 января
15 января — 15-й день года  по григорианскому календарю.
До конца года остаётся 350 дней (351 день в високосные годы).
До 15 октября 1582 года — 15 января по юлианскому календарю, с 15 октября 1582 года — 15 января по григорианскому календарю.
В XX и XXI веках соответствует 2 января по юлианскому календарю.

## Праздники и памятные дни
См. также: Категория:Праздники 15 января

### Национальные
- Россия — День образования СК РФ.
- Россия — День главного штаба ВМФ РФ.
- Египет,  Иордания — День посадки деревьев.
- Хорватия — День международного признания (1992)

### Религиозные
Католицизм
 — Память святого Макария Египетского;
 — память отшельника Павла Фивейского;
 — память святой Иты.
 Православие
 — Предпразднство Богоявления;
 — преставление (1833), второе обретение мощей преподобного Серафима, Саровского чудотворца (1991);
 — память святителя Сильвестра, Папы Римского (335);
 — память преподобного Сильвестра Печерского, в Ближних пещерах почивающего (XII век);
 — память праведной Иулиании Лазаревской, Муромской (1604);
 — память святителя Домна, епископа Антиохийского (III век);
 — память праведной Феодоты, матери святителей бессребренников и чудотворцев Космы и Дамиана Асийских (III век);
 — память мученика Сергия Кесарии Каппадокийской (304);
 — память священномученика Феогена, епископа Парийского (ок. 320);
 — память мученика Петра Римского;
 — память мученика Феописта;
 — память мученика Модеста Африканского;
 — память мученика Закхея;
 — память преподобного Феопемпта;
 — память преподобного Марка Глухого;
 — память преподобного Аммона Тавеннисиотского (начало V века);
 — память праведного Исидора;
 — память святителя Космы I Иерусалимита, патриарха Константинопольского (1081);
 — память мученика Георгия (Зорсиса) Митиленскаго (1770);
 — память мученика Василия Петрова (1942).

### Именины

#### Католические
- Мужские: Макарий, Павел;
- Женские: Ита.

#### Православные
- Мужские: Аммон, Василий, Егор, Домн, Закхей, Зорсис, Кузьма, Марк, Модест, Пётр, Серафим, Сергей, Сидор, Сильвестр, Феоген, Феопемпт, Феопист.
- Женские: Ульяна, Федотья.

## События
См. также: Категория:События 15 января

### До XIX века
- 730 — на совете сенаторов и высшего духовенства, созванном византийским императором Львом III Исавром, поклонение иконам было объявлено преступлением. См. иконоборчество.
- 1208 — убийство папского легата Пьера де Кастельно, что послужило причиной объявления Папой Иннокентием III Альбигойского крестового похода.
- 1475 — в Сеговии между Исабель I и Фернандо Арагонским подписан Сеговийский договор.
- 1582 — между Россией и Речью Посполитой подписан Ям-Запольский мирный договор.
- 1759 — открыт для публики Британский музей.
- 1797 — Война первой коалиции: французские войска одержали победу над австрийскими в битве при Риволи.

### XIX век
- 1826
  - Вышел первый выпуск французской газеты «Le Figaro».
  - Подавлено восстание Черниговского полка.
- 1831 — учреждена Демидовская премия «для содействия к преуспеванию наук», первая русская регулярная премия[источник не указан 2325 дней].
- 1859 — свергнут Император Гаити Фостен I.
- 1881 — в ходе Тихоокеанской войны произошло сражение при Мирафлоресе.
- 1892 — Джеймс Нейсмит впервые опубликовал правила баскетбола в школьной газете.

### XX век
- 1919
  - Бостон затопило патокой.
  - Боевики Фрайкор убили в Берлине Карла Либкнехта и Розу Люксембург.
- 1920 — арест Верховного Правителя России адмирала Александра Колчака.
- 1925 — в Нижнем Новгороде вышла в эфир первая в СССР любительская коротковолновая радиостанция.
- 1936 — в Испании образован Народный фронт.
- 1943 — завершено строительство здания Пентагона.
- 1962 — в Греции обнаружен папирус из Дервени.
- 1967 — в Лос-Анджелесе состоялся Супербоул I.
- 1969 — запущен советский космический корабль «Союз-5».
- 1973 — Война во Вьетнаме: в связи с прогрессом на Парижских мирных переговорах вооружённые силы США прекратили все боевые операции против Северного Вьетнама.
- 1977 — катастрофа Vickers Viscount в Стокгольме.
- 1979 — катастрофа Ан-24 в Минске. 13 из 14 человек на борту погибли.
- 1992 — ЕС признал независимость Словении и Хорватии.
- 1993 — в США на телеканале NBC вышла в эфир последняя, 2137-я серия мыльной оперы «Санта-Барбара».

### XXI век
- 2001 — начал работу англоязычный сайт «Википедии», вики-энциклопедии со свободно распространяемым содержимым.
- 2006 — вернулась на Землю капсула аппарата «Стардаст», содержащая образцы космического вещества.
- 2009 — экипаж американского Airbus A320 сумел спасти от гибели 150 пассажиров, посадив самолёт с отказавшими двигателями на воду реки Гудзон.
- 2011 — завершился референдум о независимости Южного Судана.
- 2020
  - Второе правительство Медведева ушло в отставку, должность премьера предложена Михаила Мишустину (кандидатура утверждена 16 января).
  - Во время послания к Федеральному собранию президент России Владимир Путин предложил внести радикальные изменения в Конституцию Российской Федерации (голосование прошло с 25 июня по 1 июля 2020 года).
- 2021
  - Россия вышла из Договора по открытому небу.
  - Землетрясение в провинции Западный Сулавеси, более 100 погибших.
- 2023 — катастрофа ATR 72 в Покхаре, 72 погибших. Стала крупнейшей в истории этой модели.

## Родились
См. также: Категория:Родившиеся 15 января

### До XIX века
- 1622 — Мольер (настоящее имя Жан Батист Поклен; ум. 1673), французский драматург, актёр, театральный деятель.
- 1703 — Иоганн Эрнст Гебенштрейт (ум. 1757), немецкий врач и анатом, доктор медицины, профессор Лейпцигского университета.
- 1716 — Филип Ливингстон (ум. 1778), американский политик, член Континентального конгресса.
- 1725 — граф Пётр Румянцев-Задунайский (ум. 1796), русский государственный деятель, генерал-фельдмаршал.
- 1763 — Франсуа-Жозеф Тальма (ум. 1826), французский актёр, реформатор театрального искусства.
- 1785 — Уильям Праут (ум. 1850), английский химик, врач, религиозный философ.
- 1795 — Александр Грибоедов (убит в 1829), русский дипломат, поэт, драматург, пианист и композитор.

### XIX век
- 1809 — Пьер-Жозеф Прудон (ум. 1865), французский политик, экономист, философ, социолог.
- 1821 — Лафайет Маклоуз (ум. 1897), американский генерал, участник Гражданской войны на стороне Юга.
- 1831 — Михаил Бочаров (ум. 1895), русский театральный декоратор и живописец.
- 1842
  - Йозеф Брейер (ум. 1925), австрийский врач, наставник Зигмунда Фрейда, один из основателей психоанализа.
  - Поль Лафарг (ум. 1911), французский экономист и политик, теоретик марксизма.
- 1850
  - Софья Ковалевская (ум. 1891), русский математик, публицист, писательница.
  - Михай Эминеску (ум. 1889), молдавский и румынский поэт-романтик.
- 1857 — Алексей Якимович (ум. 1919), генерал-лейтенант русской армии, один из составителей ЭСБЕ[4].
- 1869 — Станислав Выспяньский (ум. 1907), польский поэт, драматург, художник.
- 1872 — Арсен Коцоев (ум. 1944), осетинский советский писатель, переводчик, публицист, один из основателей осетинской художественной прозы.
- 1872 — Юрий Юрьев (ум. 1948), русский актёр театра и кино, чтец, театральный педагог, народный артист СССР.
- 1873 — Иван Бабушкин (расстрелян в 1906), российский революционер, большевик, курьер газеты «Искра».
- 1882 — Роберт Лейн (ум. 1940), канадский футболист, олимпийский чемпион (1904).
- 1895 — Арттури Илмари Виртанен (ум. 1973), финский биохимик, лауреат Нобелевской премии по химии (1945).

### XX век
- 1902
  - Фёдор Радчук (ум. 1986), актёр театра и кино, народный артист Украинской ССР.
  - Вадим Рындин (ум. 1974), советский живописец, театральный художник, сценограф.
- 1906 — Аристотель Сократ Онассис (ум. 1975), греческий судовладелец, миллиардер.
- 1907
  - Константин Исаев (ум. 1977), советский киносценарист, драматург.
  - Януш Кусочиньский (расстрелян в 1940), польский бегун, олимпийский чемпион 1932 года, участник польского сопротивления
- 1908 — Эдвард Теллер (ум. 2003), американский физик-теоретик, «отец водородной бомбы».
- 1909
  - Иосиф Туманов (урожд. Туманишвили; ум. 1981), актёр театра и массовых представлений, педагог, народный артист СССР.
  - Ефрем Флакс (ум. 1982), певец-бас, заслуженный артист РСФСР.
- 1913 — Александр Маринеско (ум. 1963), командир Краснознамённой подводной лодки С-13, капитан 3-го ранга, Герой Советского Союза.
- 1916 — Иван Ивлиев (ум. 1966), советский военачальник, генерал-лейтенант, Герой Советского Союза.
- 1917 — Евгений Лебедев (ум. 1997), актёр театра и кино, народный артист СССР.
- 1917 — Василий Петров (ум. 2014), военачальник, Маршал Советского Союза, Герой Советского Союза.
- 1918 — Гамаль Абдель Насер (ум. 1970), второй президент Египта (1956—1970), Герой Советского Союза.
- 1923 — Евгений Весник (ум. 2009), актёр театра и кино, театральный режиссёр, чтец, публицист, народный артист СССР.
- 1924 — Владимир Семичастный (ум. 2001), советский партийный и государственный деятель, председатель КГБ (1961—1967).
- 1925 — Евгений Носов (ум. 2002), русский советский писатель, Герой Социалистического Труда.
- 1926
  - Рафик Нишанов (ум. 2023), советский и узбекский государственный деятель, политик, дипломат.
  - Мария Шелл (ум. 2005), австрийско-швейцарская актриса театра и кино.
- 1928 — Иван Уфимцев (ум. 2010), советский и российский режиссёр-мультипликатор, народный артист РФ.
- 1929 — Мартин Лютер Кинг (убит в 1968), американский священнослужитель, лидер борьбы за гражданские права темнокожих американцев.
- 1931 — Мурад Кажлаев, дагестанский композитор, дирижёр, педагог, народный артист СССР.
- 1935 — Роберт Силверберг, американский писатель, наиболее известный по научно-фантастическим произведениям
- 1941 — Капитан Бифхарт (наст. имя Дон ван Влит; ум. 2010), американский музыкант-экспериментатор, саксофонист и художник, работавший с группой «The Magic Band».
- 1945 — Максим Дунаевский, советский и российский композитор, пианист, народный артист РФ.
- 1947 — Мартин Чалфи, американский нейробиолог, лауреат Нобелевской премии по химии (2008).
- 1956
  - Вера Зозуля, советская саночница, олимпийская чемпионка (1980), чемпионка мира и Европы.
  - Виталий Калоев, советский и российский архитектор.
- 1957 — Светлана Сорокина, советская и российская журналистка, теле- и радиоведущая.
- 1958 — Борис Тадич, сербский политический деятель, президент Сербии (2004—2012).
- 1962 — Маргерита Буй, итальянская актриса, многократный лауреат премии «Давид ди Донателло».
- 1965 — Бернард Хопкинс, американский боксёр-профессионал, экс-чемпион мира.
- 1966 — Егор Кончаловский (наст. имя Георгий Михалков), российский кинорежиссёр, актёр, сценарист и продюсер.
- 1971 — Реджина Кинг, американская актриса и режиссёр, лауреат «Оскара», «Золотого глобуса» и 4 премий «Эмми».
- 1973 — Эссам аль-Хадари, египетский футболист, вратарь, самый возрастной участник чемпионатов мира по футболу.
- 1975 — Мэри Пирс, французская теннисистка, экс-третья ракетка мира.
- 1977 — Джорджа Мелони, итальянская женщина-политик, председатель Совета министров Италии (с 2022).
- 1978 — Алтай Кульгинов, казахстанский государственный и политический деятель, аким Западно-Казахстанской области (2016—2019) и города Астаны (2019—2022), Чрезвычайный и Полномочный Посол Республики Казахстан в Эстонской Республике (с 2024).
- 1979
  - Паоло Кинтерос, аргентино-итальянский баскетболист, олимпийский призёр.
  - Мартин Петров, болгарский футболист.
- 1981
  - Pitbull (наст. имя Армандо Кристиан Перес Акоста), американский рэп-исполнитель, автор песен.
  - Дилан Армстронг, американский толкатель ядра.
- 1982 — Екатерина Волкова, российская актриса театра, кино и телевидения, известная по роли Веры в телесериале «Воронины».
- 1988 — Скриллекс (наст. имя Сонни Джон Мур), музыкант, продюсер и диджей из США, лидер рок-группы From First to Last.
- 1990 — Вячеслав Войнов, российский хоккеист, двукратный обладатель Кубка Стэнли, олимпийский чемпион (2018).
- 1991
  - Марк Бартра, испанский футболист.
  - Дарья Клишина, российская прыгунья в длину, чемпионка Европы.
- 1992 — Джоэл Велтман, нидерландский футболист.
- 1999 — Мартин Нечас, чешский хоккеист, чемпион мира (2024).

## Скончались
См. также: Категория:Умершие 15 января

### До XIX века
- 69 — Гальба (р. 3 до н. э.), римский император в год четырёх императоров (68—69).
- 1595 — Мурад III (р. 1546), 12-й султан Османской империи (1574—1595).

### XIX век
- 1813 — Антон Бернолак (р. 1762), словацкий филолог, католический священник.
- 1818 — граф Матвей Платов (р. 1753), российский военачальник, атаман Донского казачьего войска, генерал от кавалерии.
- 1826 — граф Николай Румянцев (р. 1754), министр иностранных дел Российской империи (1808—1814).
- 1833 — Банастр Тарлетон (р. 1754), британский военный и политический деятель, участник войны за независимость США.
- 1854 — Роелоф Хесселс Хоммема[зап.-фриз.] (р. 1791), фризский земледелец, торговец, астроном и натуралист.

### XX век
- 1904 — Эдуард Лассен (р. 1830), датский композитор, дирижёр и музыкальный педагог.
- 1909 — Эрнст фон Вильденбрух (р. 1845), немецкий писатель и дипломат.
- 1911 — Каролина Коронадо (р. 1821), испанская поэтесса.
- 1919 — убиты:
  - Карл Либкнехт (р. 1871), один из основателей Коммунистической партии Германии;
  - Роза Люксембург (р. 1871), немецкая коммунистка, теоретик марксизма, публицист.
- 1920 — Николай Петров (р. 1836), учёный, инженер, инициатор создания Московского инженерного училища ведомства путей сообщения
- 1934 — Герман Бар (р. 1863), австрийский писатель, драматург, театральный режиссёр и критик.
- 1938 — Ованес Каджазнуни (р. 1868), первый премьер-министр Первой Республики Армения.
- 1940 — Вилис Плудонис (наст. фамилия Лейниекс; р. 1874), латышский поэт.
- 1951 — Екатерина Корчагина-Александровская (р. 1874), русская актриса театра и кино, народная артистка СССР.
- 1955 — Ив Танги (р. 1900), американский художник-сюрреалист французского происхождения.
- 1958 — Евгений Шварц (р. 1896), русский советский писатель.
- 1967 — Давид Бурлюк (р. 1882), русский поэт и художник, один из основоположников футуризма.
- 1968 — Леопольд Инфельд (р. 1898), польский физик-теоретик, академик.
- 1970 — Леа Гольдберг (р. 1911), израильская поэтесса, литературовед, переводчик, критик.
- 1973 — Иван Петровский (р. 1901), советский математик, ректор МГУ, академик АН СССР.
- 1977 — Астан Кесаев (р. 1914), советский подводник, Герой Советского Союза.
- 1978 — Фёдор Манайло (р. 1910), украинский советский живописец.
- 1984 — Ростислав Захаров (р. 1907), артист балета, балетмейстер, режиссёр, педагог, народный артист СССР.
- 1988 — Шон Макбрайд (р. 1904), ирландский политик и общественный деятель, лауреат Нобелевской премии мира (1974).
- 1990 — Гордон Джексон (р. 1923), шотландский актёр, обладатель премии «Эмми».
- 1993 — Сэмми Кан (р. 1913), американский поэт и музыкант, автор песен.
- 1995 — Сергей Каштелян (р. 1910), артист оригинального жанра, режиссёр, педагог, народный артист РСФСР.
- 2000
  - Сергей Иванов (р. 1951), советский и украинский киноактёр, кинорежиссёр, сценарист.
  - Иван Косых (р. 1925), киноактёр, мастер эпизода, заслуженный артист РСФСР.
  - Желько Ражнатович (р. 1952), сербский бизнесмен и политик, основатель и командир Сербской добровольческой гвардии.

### XXI век
- 2002 — Борис Битюков (р. 1921), советский киноактёр.
- 2004 — Делия Скала (урожд. Одетт Бедоньи; р. 1929), итальянская балерина и актриса.
- 2008 — Артём Сергеев (р. 1921), генерал-майор артиллерии, приёмный сын И. В. Сталина.
- 2009 — Вероника Дударова (р. 1916), дирижёр, педагог, народная артистка СССР.
- 2010 — Маршалл Ниренберг (р. 1927), американский биохимик и генетик, лауреат Нобелевской премии по физиологии или медицине (1968).
- 2012 — Евгений Гинзбург (р. 1945), советский и российский режиссёр, сценарист.
- 2013 — Нагиса Осима (р. 1932), японский кинорежиссёр, сценарист и актёр.
- 2015 — Римма Маркова (р. 1925), советская и российская актриса театра и кино, народная артистка РФ.
- 2018
  - Виктор Анпилов (р. 1945), российский политик и общественный деятель, председатель Исполкома движения «Трудовая Россия» (1992—2012).
  - Долорес О’Риордан (р. 1971), ирландская певица, автор песен и вокалистка рок-группы The Cranberries.
- 2023 — Вахтанг Кикабидзе (р. 1938), советский и грузинский певец, автор песен, киноактёр, кинорежиссёр, сценарист, политический деятель.

## Народный календарь, приметы и фольклор Руси
Сильвестров день. Сильвестр.
- Куриный праздник: курятник чистят да там куриного бога (камень с отверстием в середине) вешают, чтобы он курей защищал.
- На Сильвестра на луковицах гадают — чистят 12 штук, да так, чтоб не заплакать, кладут на каждую щепоть соли и до утра оставляют на печи,- на который по счёту к утру смокрело, такой и месяц будет дождливым.
- Ребятам раздают петухов из глины.
- Январь гонит вьюгу за семь верст.

Предание гласит, что в этот день семигодовалый чёрный петух откладывает в навозе яйцо, из которого 4 июня может родиться царь змей Василиск.
- В Сильвестров день заговаривают лихоманку, Сильвестров день гонит сестер-лихоманок за 77 верст.
- От лихоманки (малярии) употребляли полынь горькую, спорыш, чертополох, хрен (в виде спиртовой настойки), траву «живучку», которая в некоторых местах так и называлась — «лихорадочная» трава[5].
- Оба рога месяца остры и ярки — к ветру. Оба рога месяца круты — к морозу[6].